# Rigsadvokaten
Rigsadvokaten udgør den øverste del af anklagemyndigheden i Danmark og leder den strafferetligt, administrativt og udviklingsmæssigt. Rigsadvokaten fører straffesager i Højesteret og har anklagemyndighedens kontakt til Den Særlige Klageret.
Udover straffesagsarbejdet varetager Rigsadvokaten opgaver i forhold til Justitsministeriet, Folketinget og øvrige overordnede myndigheder. Desuden deltager Rigsadvokaten også i Danmarks internationale samarbejde på det strafferetlige område.

Rigsadvokaten beskæftiger cirka 170 medarbejdere, herunder jurister, økonomer, kommunikationsmedarbejdere, analytikere og studentermedhjælpere.
Jan Reckendorff har siden 2018 bestredet posten som rigsadvokat og dermed været øverste chef for anklagemyndigheden. 
Rigsadvokaten er overordnet:
- Statsadvokaterne
- Politidirektørerne
- Politimesteren på Færøerne
- Politimesteren på Grønland

## Rigsadvokaten som overordnet instans
Rigsadvokaten udgør den øverste del af anklagemyndigheden og er dermed overordnet Statsadvokaten i København, Statsadvokaten i Viborg, Statsadvokaten for Særlig Kriminalitet og de 14 politikredse (hvor Færøernes Politi og Politimesteren i Grønland indgår).
Rigsadvokaten leder først og fremmest den samlede anklagemyndighed administrativt, strafferetligt og udviklingsmæssigt. Det betyder, at Rigsadvokaten har det overordnede organisatoriske ansvar for anklagemyndigheden, det overordnede juridiske ansvar og det overordnede ansvar for, at anklagemyndigheden opnår den bedste kvalitet og effektivitet. 
At have det overordnede juridiske ansvar betyder også, at Rigsadvokaten fører tilsyn med statsadvokaternes behandling af straffesager (ligesom statsadvokaterne fører tilsyn med politikredsenes behandling af straffesager). Det vil sige, at Rigsadvokaten kontrollerer statsadvokaternes juridiske beslutninger og på den måde sikrer den juridiske kvalitet.
Rigsadvokaten behandler endvidere klager over afgørelser, som er truffet af statsadvokaterne.

## Rigsadvokaten i Højesteret
Rigsadvokaten fører straffesager i Højesteret. For at en straffesag ankes til Højesteret, eller en kendelse kæres til Højesteret, kræver det, at sagen har været behandlet i byretten og dernæst landsretten, og at Procesbevillingsnævnet bevilger en såkaldt tredjeinstansbehandling. En sådan bevilling kræver, at straffesagen er af principiel karakter eller af særlig samfundsmæssig interesse. Man kan altså ikke anlægge en sag direkte ved Højesteret.
Når Højesteret herefter skal afgøre straffesagen, gennemgår højesteretsdommerne de beviser, som landsretten har lagt til grund for sin dom. Det vil sige, at der ikke er ny bevisførelse i Højesteret.
I straffesager tager Højesteret ikke stilling til skyldsspørgsmålet – det bliver endeligt afgjort i landsretten. Derimod kan Højesteret tage stilling til, om reglerne er anvendt rigtigt og ændre straffen – fx vurdere, om den skal hæves eller sænkes, eller om en person skal udvises eller ej.

## Rigsadvokaten og Den Særlige Klageret
Udover at føre straffesager i Højesteret har Rigsadvokaten også kontakten til Den Særlige Klageret. Den Særlige Klageret behandler sager, der skal genoptages på grund særlige omstændigheder. En sag kan for eksempel indbringes for Den Særlige Klageret, hvis ”nye oplysninger tilvejebringes, og det skønnes antageligt, at disse, om de havde foreligget under sagen, kunne have bevirket frifindelse eller anvendelse af en væsentlig mildere straffebestemmelse” (jf. retsplejelovens § 977). Rigsadvokatens rolle i sager, der indbringes for Den Særlige Klageret, er at komme med en udtalelse, der tilkendegiver, om betingelserne for retsplejelovens § 977 er opfyldt. Det vil sige, om foreligger nye oplysninger, der kunne have bevirket frifindelse eller en mildere straf.
Al sagsbehandling i forbindelse med Den Særlige Klageret foregår skriftligt.

## Rigsadvokaten og Justitsministeriet
Anklagemyndigheden – og dermed Rigsadvokaten – er ifølge retsplejeloven underlagt Justitsministeriet. Anklagemyndigheden er dog funktionelt uafhængig af Justitsministeriet på grund af et princip om, at det politiske niveau ikke blander sig i konkrete straffesager.
Dog har justitsministeren ifølge retsplejeloven en påtalebeføjelse. Det er en kompetence til i helt særlige tilfælde at pålægge anklagemyndigheden at føre eller frafalde konkrete tiltaler. Hvis justitsministeren gør brug af denne kompetence, kræver det, at der er objektive beviser, der berettiger en strafforfølgelse, eller at særlige hensyn berettiger et frafald af tiltale. Både et pålæg om strafforfølgelse og et pålæg om tiltalefrafald forudsætter, at justitsministeren underretter Folketinget.
Desuden har justitsministeren påtalebeføjelse i forbindelse med sager, der vedrører kapitel 12 og 13 i straffeloven. Her kan en tiltale for ”landsforræderi, forbrydelser mod statens selvstændighed og sikkerhed” eller ”forbrydelser mod statsforfatningen og de øverste statsmyndigheder, terrorisme mv.” kun ske efter justitsministerens påbud. I sager, som omhandler forbrydelser mod statens selvstændighed, sikkerhed, statsforfatning og de øverste myndigheder samt terrorisme, skal justitsministeren derfor indstille til Rigsadvokaten, at anklagemyndigheden skal rejse tiltale mod den eller de pågældende gerningsmænd. 

## Rigsadvokater gennem tiden
| Rigsadvokat           | Embedsperiode |
| --------------------- | ------------- |
| Jan Reckendorff       | 2018 -        |
| Ole Hasselgaard       | 2012 - 2018   |
| Jørgen Steen Sørensen | 2007 - 2012   |
| Henning Fode          | 1995 - 2007   |
| Asbjørn Jensen        | 1988 - 1995   |
| Per Lindegaard        | 1973 - 1988   |
| Halfdan Olafsson      | 1954 - 1973   |
| Frits Pihl            | 1936 - 1954   |
| Bernt August Goll     | 1925 - 1936   |
| Vilhelm Topsøe-Jensen | 1919 - 1925   |

## Ekstern henvisning
- Anklagemyndighedens hjemmeside

55°40′28.12″N 12°34′35.98″Ø / 55.6744778°N 12.5766611°Ø